# Emerson, Lake & Palmer
Emerson, Lake & Palmer (ou ELP) foi um supergrupo britânico de rock progressivo formada nos anos 1970 por Keith Emerson (teclados), Greg Lake (guitarras, baixo e vocais) e Carl Palmer (bateria e percussão). Entrou para história da música por ser a primeira banda de rock a levar um sintetizador, na época um aparelho gigantesco, monofônico e analógico, para um show, em 1970. Entre os seus sucessos, destacam-se "From the Beginning", "Lucky Man" e "C'est La Vie". Com nove discos de ouro certificados pela RIAA nos EUA e cerca de 48 milhões de discos vendidos em todo o mundo, foram uma das bandas de rock progressivo mais populares e bem-sucedidas comercialmente na década de 1970, com um som musical incluindo adaptações de música clássica com jazz e elementos de rock sinfônico, dominados pelo uso extravagante de Emerson do órgão Hammond, sintetizador Moog e piano (embora Lake tenha escrito várias músicas acústicas para o grupo).
Formada em Londres em abril de 1970, cada integrante provinha de grupos distintos: Keith Emerson vinha do The Nice, Greg Lake do King Crimson, e Carl Palmer do Atomic Rooster. A banda ganhou destaque após sua apresentação no Isle of Wight Festival em agosto de 1970. Em seu primeiro ano, o grupo assinou com E.G. Records (que distribuiu os discos da banda pela Island Records no Reino Unido e Atlantic Records na América do Norte) e lançou seu primeiro álbum auto-intitulado Emerson, Lake & Palmer (1970) e Tarkus (1971), ambos alcançando o top cinco do Reino Unido. O sucesso da banda continuou com Pictures at an Exhibition (1971), Trilogy (1972) e Brain Salad Surgery (1973, lançado pelo selo Manticore Records do próprio ELP). Após uma pausa de três anos, a banda lançou os álbuns Works Volume 1 (1977) e Works Volume 2 (1977). Depois de Love Beach (1978), o grupo se desfez em 1979.
A banda se reformou parcialmente na década de 1980 como Emerson, Lake & Powell apresentando Cozy Powell no lugar de Palmer. Robert Berry então substituiu Lake enquanto Palmer retornou, formando o 3. Em 1991, o trio original se reformou e lançou mais dois álbuns, Black Moon (1992) e In the Hot Seat (1994), e fez várias turnês entre 1992 e 1998. última apresentação ocorreu em 2010 no High Voltage Festival em Londres para comemorar o 40º aniversário da banda. Tanto Emerson quanto Lake morreram em 2016, deixando Palmer como o único membro sobrevivente da banda.

## História
Por volta de 1969, Keith Emerson, que era o tecladista da banda The Nice, não via mais nos seus colegas alguma possibilidade de atingir um maior grau técnico para alavancar a carreira do grupo, que ainda tinha um sucesso modesto. Durante a turnê americana que acontecia simultaneamente com a banda King Crimson, Emerson teve um encontro com o baixista e vocalista Greg Lake nos bastidores de um show e conversaram sobre trabalhar juntos em outro projeto. Após tocarem nos mesmos concertos algumas vezes, os dois tentaram trabalhar em conjunto, mas perceberam que seus estilos não eram compatíveis, mas sim complementares. Eles desejavam se tornar uma banda composta por teclados, baixo e bateria, molde que Emerson já vinha desenvolvendo com os Nice, e então saíram a procura de um baterista, o que acabou sendo um processo difícil.
Como parte das audições para um baterista em um estúdio da Soho Square, o empresário de Emerson, Tony Stratton-Smith, sugeriu Carl Palmer do Atomic Rooster e anteriormente do The Crazy World of Arthur Brown. Palmer gostou da química, embora inicialmente relutasse quando o Atomic Rooster estava começando a ganhar atenção; foi somente após várias semanas de novas sessões que Palmer concordou em participar. Triton era um nome de grupo que Emerson disse que "estava circulando" por um tempo, e Triumvirate e Seahorse também estavam na disputa, mas se estabeleceram como Emerson, Lake & Palmer para remover o foco em Emerson como o mais famoso dos três, e para garantir que não fossem chamados de "novo Nice".
Os primeiros quatro anos foram muito férteis em criatividade. Lake produziu os primeiros seis álbuns da banda, começando pelo álbum epônimo em 1970, que continha o hit Lucky Man. Tarkus (de 1971), foi o primeiro álbum conceptual de sucesso da banda, descrito como uma história de evolução reversa de uma criatura parte máquina, parte tatu, intitulada 'Tarkus'. A gravação ao vivo de 1971 da interpretação da obra de Modest Mussorgsky, Pictures at an Exhibition, foi um sucesso, o que contribuiu para a popularidade da banda. O álbum de 1972, Trilogy, continha o single mais vendido da banda, From the Beginning.
No final de 1973, o álbum Brain Salad Surgery foi lançado, se tornando o álbum de estúdio mais famoso da banda. As letras foram parcialmente escritas por Peter Sinfield, que foi o criador do conceito King Crimson e único letrista em seus primeiros quatro álbuns. As subsequentes turnês mundiais foram documentadas em uma gravação tripla ao vivo, lançada em 1974 , intitulada Welcome Back, My Friends, to the Show That Never Ends ~ Ladies and Gentlemen, um trecho contido na música mais famosa do álbum, Karn Evil 9.
Sua maior apresentação foi o modesto show Isle of Wight Festival, em agosto de 1970, um dos últimos grandes festivais da era Woodstock. No final da apresentação, Emerson e Lake atiram de dois canhões posicionados nas laterais do palco. Essa apresentação contou com a presença de cerca de 600.000 pessoas e atraiu considerável atenção do público e da imprensa musical. Em abril de 1974, o ELP era a atração principal do California Jam Festival, sobrepondo banda como Deep Purple. O evento foi televisionado em todo os Estados Unidos, e é considerado como o auge da carreira da banda.
O som do ELP era dominado pelo órgão Hammond, pelo sintetizador Moog e pelo piano de Emerson. As composições da banda eram muito influenciadas pela música erudita do período clássico, com adições de jazz e hard rock. Pode-se dizer que, pelas citações clássicas, a banda se encaixa também no subgênero do rock progressivo clássico.
Em apresentações a banda exibia uma mistura de virtuosidade musical e desempenhos teatrais. Seus shows extravagantes e muitas vezes agressivos receberam muita crítica, apesar de espetáculos do rock posteriores terem extrapolado muito mais nesses quesitos. O teatro se limitava a carpetes persas, um piano girando e um  órgão Hammond sendo molestado no palco (era sempre o mesmo órgão, modelo L100, sendo sempre reparado durante a noite para o próximo show). Outro fator incomum era que Emerson levava um sintetizador Moog completo (um enorme e complexo instrumento nas melhores condições) para as apresentações, o que adicionava grande complexidade para a realização das turnês.
O ELP parou por três anos para reinventar sua música, mas perdeu contato com a cena musical em transição. Sua volta se deu em 1977, com o ambicioso lançamento simultâneo de dois álbuns: Works Volume 1, lançado em março em 1977; e Works Volume 2, lançado em novembro. O primeiro consistia no trabalho individual de cada integrante, e o segundo sendo uma coletânea de sobras de trabalhos anteriores. Os dois álbuns do Works foram apoiados por turnês norte-americanas que duraram de maio de 1977 a fevereiro de 1978, abrangendo mais de 120 datas. Alguns concertos iniciais em 1977 foram realizados com uma orquestra e coro escolhidos a dedo, mas a ideia foi arquivada após 18 shows com a banda devido a restrições orçamentárias. O concerto final com a orquestra e o coro ocorreu em 26 de agosto de 1977 no Estádio Olímpico de Montreal, que contou com a presença de cerca de 78.000 pessoas, o maior concerto de Emerson, Lake & Palmer como um ato solo. Foi lançado em 1979 como Emerson, Lake & Palmer in Concert e alcançou a posição 73 nos EUA. Emerson desejava o lançamento de um álbum duplo, mas a Atlantic Records decidiu contra isso devido à dissolução pendente da banda no momento do lançamento. Em 1993, o álbum foi reembalado com faixas adicionais como Works Live, e lançado em vídeo em 1998. De acordo com o documentário em DVD Lake on the Beyond the Beginning, a banda perdeu cerca de US$ 3 milhões na turnê. Lake e Palmer culpam Emerson pela perda, pois o uso de uma orquestra em turnê foi ideia dele.
Seu último álbum de estúdio foi Love Beach, em 1978, sendo ignorado pelo próprio trio, que admitiu que ele representava somente obrigações contratuais. Não somente a imprensa mas também os fãs consideraram que a banda estava cansada, algo que Lake admitiu em várias entrevistas. O lado um consiste de várias músicas curtas, em uma tentativa de emplacar canções na cena pop. Já no lado dois, Memoirs of an Officer and a Gentleman é uma narração de quatro partes da história de um soldado na Segunda Guerra Mundial, com tons de tragédia e triunfo. Tanto o título quanto a capa do álbum foram escolhidos pela gravadora, à revelia da banda. Antes do lançamento do álbum, Lake e Palmer deixaram o grupo, restando Emerson para a produção final. Este foi o último álbum do ELP até o lançamento de Black Moon (1992), constituindo um fracasso de crítica e de vendas (em comparação a seus antecessores), chegando apenas na posição de número 55 da Billboard, o que mesmo assim lhe garantiu disco de ouro em 25 de janeiro de 1979. Entre todas as críticas negativas, a que ficou mais célebre foi a do próprio Carl Palmer, que chamou o disco de “fiasco” e comparou a foto da capa com a fase disco dos Bee Gees.
Na segunda metade dos anos 1970, o rock progressivo começou a ser estigmatizado como um gênero musical pretensioso e excessivo, e Emerson, Lake & Palmer, um dos grandes nomes do gênero, não escapava às críticas. Com a expansão dos movimentos disco, punk e new wave, a banda não conseguiu mais se manter como inovadores da música. O grupo se separou por conflitos pessoais.

### Retorno parcial
Em 1985, Emerson e Lake reformaram o ELP, e o chamaram de Emerson, Lake & Powell desta vez com o baterista de heavy metal Cozy Powell. Palmer não aceitou participar da reunião, preferindo se manter com o Asia. Rumores também ligavam Bill Bruford à nova formação, mas o ex-baterista do Yes estava com o King Crimson e seu novo grupo Earthworks [en]. Emerson, Lake and Powell [en] teve sucesso razoável, com o single Touch and Go gerando espaço nas rádios e na MTV. Apesar disso, a tensão já antiga entre Lake e Emerson ressurgiu na turnê de 1986. Emerson e Palmer posteriormente se uniram a Robert Berry [en] para formar a banda 3, que não obteve sucesso.

### Retorno completo
A formação original da banda ressurgiu em 1992, com o álbum de volta  Black Moon. As turnês de 1992 e 1993 tiveram bastante sucesso, culminando com a apresentação no Wiltern Theatre em Los Angeles no início de 1993. Mas nessa época Palmer estava sofrendo da síndrome do túnel carpal enquanto que Emerson estava em tratamento por lesão por esforço repetitivo e também sofreu um acidente de moto que afetou seriamente um tendão de sua mão direita, causando perda da habilidade técnica que antes possuía. Não foi surpresa que o álbum seguinte, In the Hot Seat (1994), não tenha tido muita resposta do público e da mídia, contendo composições modestas e performance fraca de Emerson.
Após sessões de fisioterapia e cirurgias, Emerson recuperou os movimentos da mão satisfatoriamente, de modo que o Emerson, Lake e Palmer pôde entrar em turnê novamente. As últimas turnês da banda foram em 1996, 1997 e 1998. Apresentaram-se no Japão, América do Sul, Europa, Estados Unidos e Canadá. Seu último show foi em San Diego, Califórnia, em 1998. Conflitos sobre o novo álbum conduziram a um novo fim da banda. Lake insistiu em produzir o novo álbum, já que ele havia produzido todos os grandes álbuns do ELP na década de 1970. Emerson reclamava em público (pela Internet) que, apesar dele e Palmer estarem trabalhando diariamente para manter suas qualidades musicais, Lake não fazia o mesmo esforço.
Emerson fez turnê pelo Reino Unido com sua antiga banda The Nice durante 2002 passando a fazer apresentações com a Keith Emerson Band de 2004 a 2006. Em 2008 finalmente lançou seu primeiro álbum de estúdio com canções inéditas desde Black Moon, intitulado Keith Emerson Band featuring Marc Bonilla, incluindo composições que fariam parte do álbum que o ELP pretendia lançar após sua última turnê. Palmer excursionou com a Carl Palmer Band, até retornar ao Asia em 2006 na volta de sua formação original. Lake fez turnê pelos Estados Unidos com Ringo Starr em 2001 e mais recentemente gravou com o The Who, voltando a eventuais apresentações solo.
Para surpresa de muitos, no final de 2009 a Classic Rock Magazine anunciou que ELP seria uma das atrações principais da primeira edição do High Voltage Festival. Tal evento foi realizado em julho de 2010 na cidade de Londres. Para o ELP veio a ser uma celebração dos 40 anos do grupo. Antecedendo o acontecimento, Emerson e Lake excursionaram pelos Estados Unidos no primeiro semestre daquele ano apresentando novos arranjos de canções consagradas da banda. Segundo Lake, todos conversaram sobre a possibilidade de realizar novos shows e colaborar com novas composições após a apresentação no Festival, demonstrando que as diferenças do passado foram aparentemente superadas.
O ano de 2016 ficará na memória dos fãs pela perda de dois integrantes da banda: Keith Emerson (tecladista), o 10 de março, suicídio e Greg Lake (baixo e vocais), o 7 de dezembro, após luta contra um câncer.

## Boato

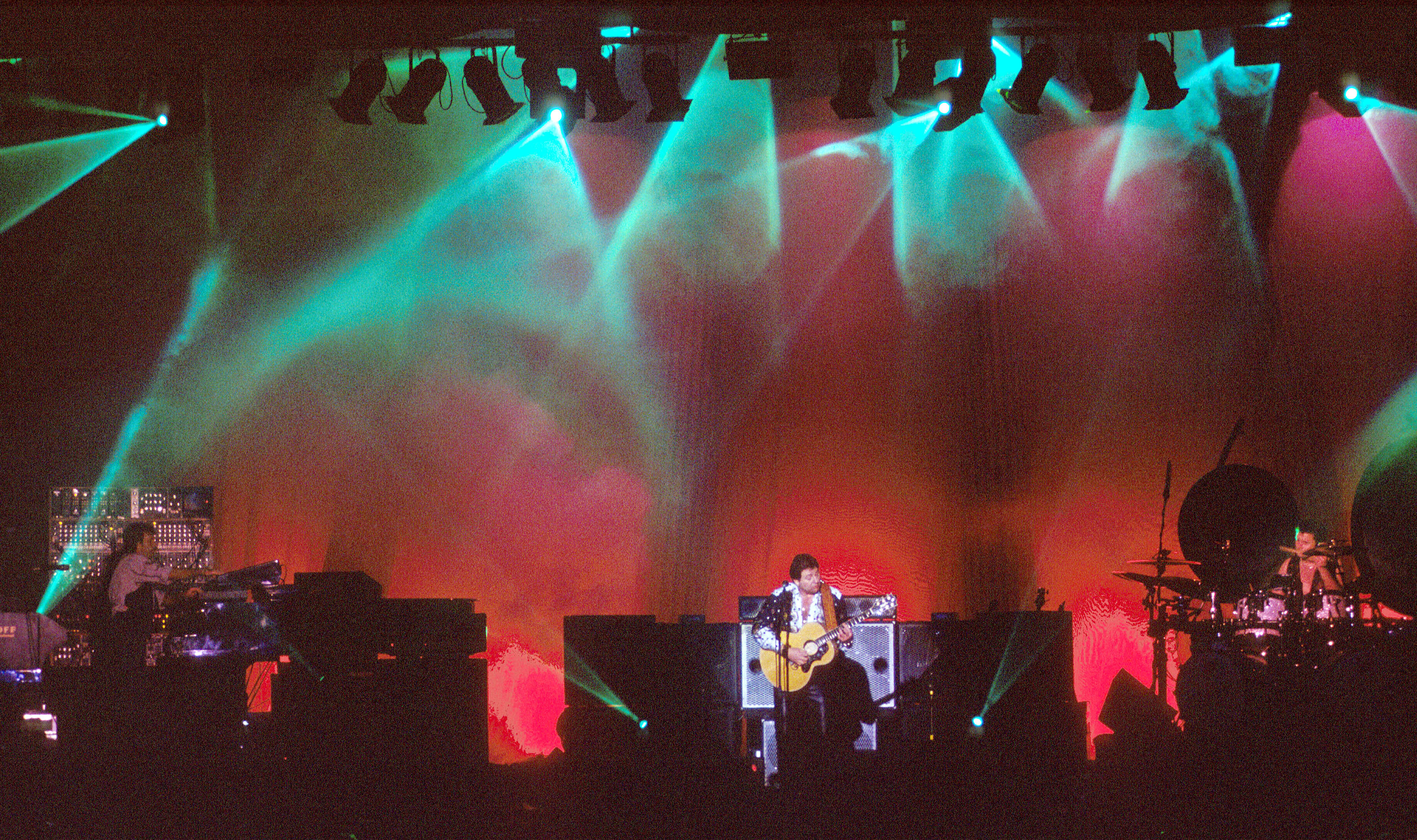
Il gruppo progressive-rock Emerson, Lake & Palmer in concerto nel 1992

Antes de confirmar Carl Palmer na banda, Mitch Mitchell (do The Jimi Hendrix Experience) foi contactado. Interessou-se por um curto período sugerindo que Hendrix se juntasse também, pois a Band of Gypsys estava prestes a se desfazer devido ao seu interesse em experimentar novos rumos. Nunca retomaram esta conversa com Mitchell e Palmer foi recrutado logo depois. No entanto a história conhecida foi que por conflitos nas agendas dos músicos aquilo não foi possível, sendo o plano unir Hendrix após o Isle of Wight Festival (em 1970). Infelizmente Hendrix faleceu, reduzindo a banda à Emerson, Lake and Palmer. Essa história, na realidade, não passa de um boato criado pela imprensa, que foi desmentido pelo próprio Greg Lake .

## Membros
- Keith Emerson - teclados (ex-The Nice.)
- Greg Lake - guitarras, baixo, vocais (ex-King Crimson.)
- Carl Palmer - bateria, percussão (ex-Atomic Rooster e anteriormente The Crazy World of Arthur Brown.)

## Discografia

### Álbuns
- 1970 - Emerson, Lake and Palmer
- 1971 - Tarkus
- 1972 - Trilogy
- 1973 - Brain Salad Surgery
- 1977 - Works Volume 1 [en]
- 1977 - Works Volume 2 [en]
- 1978 - Love Beach
- 1992 -  Black Moon
- 1994 - In the Hot Seat

### Ao vivo
- 1972 - Pictures at an Exhibition [en]
- 1974 - Welcome Back, My Friends, to the Show That Never Ends [en] (álbum triplo)
- 1979 - In Concert [en]
- 1993 - Live at the Royal Albert Hall [en]
- 1996 - Works Live [it] (álbum In Concert com faixas bônus)
- 1997 - Live at the Isle of Wight Festival 1970 [en]

### Compilações
- 1991 - The Atlantic Years - coleção de dois CD
- 1994 - The Best of Emerson, Lake & Palmer [en]
- 1993 - The Return of the Manticore [en] (Box Set)
- 2001 - Pictures at an Exhibition (álbum de 1972 remasterizado, com versões ao vivo e de estúdio)